# Paralimna obscura
Paralimna obscura är en tvåvingeart som beskrevs av Samuel Wendell Williston  1896. Paralimna obscura ingår i släktet Paralimna och familjen vattenflugor. Inga underarter finns listade i Catalogue of Life.